# 김경식의 오토쇼 으라차차
김경식의 오토쇼 으라차차는 TBN 교통방송에서 평일 오전 11시부터 11시 55분까지 방송된 라디오 교통정보 프로그램이다.

## 프로그램 소개
- 교통과 미래 모빌리티까지 움직이는 모든 것에 관한 정보와 안전을 담아 재미와 정보를 제공하는 신개념 교통 프로그램! 이제는 교통과 서민경제까지 다양한 내용으로 찾아갑니다.

## 요일 코너

### 월요일
- 자동차와 경제의 상관관계분석! '경제토큰' : 조선비즈 박진우기자와 함께 돈버는 경제, 자동차와 경제의 상관관계 분석
- 사고의 순간 : 교통사고 처리 상담 (김지훈 변호사, 전문가 출연)

### 화요일
- 화요교통이슈 : 화요일, 교통과 관련된 다양한 이슈를 소개 (초대석)
- 대중교통완전정복 : 우리사회의 다양한 대중교툥에 대한 이슈를 분석, (이인화 교통전문가, 뉴스1 김희준 기자출연)

### 수요일
- 사건반장 : 교통사고, 안전사고, 우리사회 사고완전정복(박보람변호사, 백기종 전 수서경찰서 형사)
- 글로벌 톡 : 다양한 시선으로 보는 시선으로본 교통이야기(알파고, 김필수교수, 유튜버 어비)

### 목요일
- 두바퀴 자동차 : 이륜차 등 친환경 탈 것의 동향 (이형석 한국오토바이정비협회장/양현용 월간모터바이크 편집장 격주)
- 목요인터뷰 : 이슈인물 및 중점 사안 인터뷰 (섭외)
- 전기차(미래차) 본색 : 전기차(미래자동차)의 모든 것, 시장 동향 (오산대 스마트자동차과 문학훈 교수/전자신문 박태준 기자 격주)

### 금요일
- 날씨정보 : 김동혁 날씨전문 기자 (연합뉴스TV)
- 고속도로정보 : 길현우 교통예보관 (한국도로공사)
- 내차수리설명서 : 자동차 관련 상담 (여주대학교 미래자동차과 정찬문 교수)